# Mona Goya
Mona Goya, nacida como Simone Isabelle Marchand (Ciudad de México, 25 de noviembre de 1909-Clichy, 8 de octubre de 1961), fue una actriz teatral y cinematográfica francesa.

## Trayectoria
Su verdadero nombre era Simone Isabelle Marchand. Nació en Ciudad de México, de madre soltera francesa. Llegó a París a mediados de los años veinte.
Eligió su seudónimo por admiración hacia el pintor Francisco de Goya. Comenzó su carrera en 1928 con La Princesse Mandane de Germaine Dulac. Ese mismo año, protagonizó Un rayo de sol, que anticipó a Nogent, Eldorado du dimanche.
En mayo de 1935 se casó con el actor Fernand Fabre, de quien se divorció en enero de 1944.
Hasta 1960 participó en setenta películas, como Donne-moi tes yeux (1943) y La Malibran (1944) o dos películas de Sacha Guitry con quien tuvo un breve romance.
Falleció de cáncer en el Hôpital Beaujon de Clichy, Francia a los 48 años. Fue enterrada en el Cementerio de Saint-Ouen.

## Filmografía
| - 1928 : Princesse Mandane, de Germaine Dulac - 1928 : Madame Récamier, de Gaston Ravel - 1928 : L'Argent, de Marcel L'Herbier - 1928 : Rayon de soleil, de Jean Gourguet - 1928 : Jim Hackett, champion, de Gabriel Rosca - 1928 : Rapa-Nui, de Mario Bonnard - 1929 : The Lady from the Sea, de Castleton Knight - 1929 : Vieille histoire, de Gaston Biard - 1930 : The flame of love, de Richard Eichberg y Jean Kemm - 1930 : Chérie, de Louis Mercanton - 1930 : Révolte dans la prison, de Paul Fejos - 1930 : The price of things, de Elinor Glyn - 1930 : Soyons gais, de Arthur Robison - 1931 : Hardi les gars !, de Maurice Champreux - 1931 : La Bande à Bouboule, de Léon Mathot - 1931 : Buster se marie, de Claude Autant-Lara y William Brothy - 1931 : Quand on est belle, de Arthur Robison - 1931 : Amour et discipline, de Jean Kemm - 1931 : Jenny Lind, de Arthur Robison - 1932 : Coiffeur pour dames, de René Guissart - 1932 : La Merveilleuse Journée, de Robert Wyler y Yves Mirande - 1932 : L'Âne de Buridan, de Alexandre Ryder - 1932 : Monsieur Durand sénateur, de Robert Péguy - 1932 : Not so quiet on the western front, de Monty Banks - 1934 : La Banque Némo, de Marguerite Viel - 1934 : La Porteuse de pain, de René Sti - 1934 : Un tour de cochon, de Joseph Tzipine - 1934 : Trois cents à l'heure, de Willy Rozier - 1934 : Jonny haute couture, de Serge de Poligny - 1935 : Les Époux célibataires, de Artur Robison y Jean Boyer - 1935 : Cavalerie légère, de Werner Hochbaum y Roger Vitrac - 1936 : Josette, de Christian Jaque - 1936 : Juggernaut, de Henry Edwards - 1937 : François Ier, de Christian Jaque - 1937 : Le Messager, de Raymond Rouleau - 1937 : Clothes and the woman, de Albert de Courville - 1938 : Ernest le rebelle, de Christian Jaque | - 1938 : Les Femmes collantes, de Pierre Caron - 1938 : Feux de joie, de Jacques Houssin - 1938 : J'étais une aventurière, de Raymond Bernard - 1939 : Vous seule que j'aime, de Henri Fescourt - 1939 : Tourbillon de Paris, de Henri Diamant-Berger - 1939 : This man in Paris, de David MacDonald - 1942 : Annette et la dame blonde, de Jean Dréville - 1942 : Défense d'aimer, de Richard Pottier - 1943 : Le Capitaine Fracasse, de Abel Gance - 1943 : L'Homme qui vendit son âme, de Jean-Paul Paulin - 1943 : Donne-moi tes yeux, de Sacha Guitry - 1943 : Mon amour est près de toi, de Richard Pottier - 1944 : La Malibran, de Sacha Guitry - 1945 : Vingt-quatre heures de perm', de Maurice Cloche - 1945 : L'Extravagante Mission, d'Henri Calef - 1946 : Pas si bête, de André Berthomieu - 1947 : Mandrin, de René Jayet - 1948 : Blanc comme neige, de André Berthomieu - 1948 : L'Impeccable Henri, de Carlo Felice Tavano - 1949 : Ma tante d'Honfleur, de René Jayet - 1949 : Interdit au public, de Alfred Pasquali - 1950 : Une nuit de noces, de René Jayet - 1950 : Les Maîtres-nageurs, de Henri Lepage - 1951 : Les Amants de Bras-Mort, de Marcel Pagliero - 1951 : Jamais deux sans trois, de André Berthomieu - 1951 : Gibier de potence, de Roger Richebé - 1953 : Le Portrait de son père, de André Berthomieu - 1956 : Rencontre à Paris, de Georges Lampin - 1957 : Printemps à Paris, de Jean-Claude Roy - 1957 : Le Désert de Pigalle, de Léo Joannon - 1958 : Miss Pigalle, de Maurice Cam - 1959 : Les Amants de demain, de Marcel Blistène - 1959 : Babette s'en va-t-en guerre, de Christian Jaque - 1960 : Les Vieux de la vieille, de Gilles Grangier |

## Teatro
- 1943: Le Monsieur de cinq heures, de Pierre Veber y Maurice Hennequin, escenografía de Roland Armontel, Teatro de París
- 1949: Le Voyage à trois, de Jean de Létraz, escenografía del autor, Teatro du Palais-Royal
- 1950: Clérambard, de Marcel Aymé, escenografía de Claude Sainval, Teatro de los Campos Elíseos
- 1953: Une femme par jour, de Jean Boyer, música de Georges Van Parys, escenografía de Roland Armontel, Teatro de París
- 1955: La Folle Nuit, de André Mouëzy-Éon y Félix Gandera, escenografía de Alfred Pasquali, Teatro des Célestins
- 1957: Mademoiselle Fanny, de Georgette Paul y Gabriel Arout a partir de Pierre Veber, escenografía de Jean Mercure, Teatro des Mathurins
- 1959: La Punaise, de Vladímir Mayakovski, escenografía de André Barsacq, Teatro de l'Atelier